# Dor Hugi
Dor Hugi (in ebraico דור חוגי‎?; Bnei Brak, 10 luglio 1995) è un calciatore israeliano, attaccante dell'Hapoel Haifa.

## Carriera
Ha giocato nella massima serie israeliana.